# Ethan Vernon
Ethan Vernon (Bedford, 26 agosto 2000) è un pistard e ciclista su strada britannico che corre per il team Israel-Premier Tech. Nel 2020 è stato argento europeo nel chilometro a cronometro, mentre nel 2021 ha vinto una tappa al Tour de l'Avenir. È professionista dal 2022.

## Palmarès

### Pista
- 2017 (Juniores)

Campionati britannici, Corsa a chilometro Junior
Campionati britannici, Inseguimento individuale Junior
Campionati britannici, Corsa a punti Junior
- 2018 (Juniores)

Campionati britannici, Inseguimento individuale Junior
Campionati britannici, Americana Junior (con William Tidball)
- 2020

Troféu Litério Augusto Marques, Americana (con Rhys Britton)
- 2021

Track Cycling Challenge - Grenchen, Scratch
Track Cycling Challenge - Grenchen, Omnium
Track Cycling Challenge - Grenchen, Corsa a eliminazione
- 2022

Campionati del mondo, Inseguimento a squadre
Grenchen, Americana (con William Tidball)
- 2023

Campionati del mondo, Eliminazione
- 2024

Campionati europei, Inseguimento a squadre (con Daniel Bigham, Ethan Hayter, Charlie Tanfield, e Oliver Wood)
Coppa delle Nazioni 2024, Inseguimento a squadre (Milton, con Daniel Bigham, Oliver Wood, Ethan Hayter e Charlie Tanfield)

### Strada
- 2021 (Team Inspired)

4ª tappa Tour de l'Avenir (Provins > Bar-le-Duc)
- 2022 (Quick-Step Alpha Vinyl Team, tre vittorie)

5ª tappa Volta  Ciclista a Catalunya (La Pobla de Segur > Vilanova i la Geltrú)
Prologo Okolo Slovenska (Bratislava > Bratislava)
1ª tappa Okolo Slovenska (Šamorín > Trnava)
- 2023 (Soudal Quick-Step, cinque vittorie)

Trofeo Playa de Palma-Palma
1ª tappa Tour du Rwanda (Kigali Golf > Rwamagana)
2ª tappa Tour du Rwanda (Kigali > Gisagara)
1ª tappa Giro di Romandia (Crissier > Vallée-du-Joux)
Prologo Giro di Germania (Sankt Wendel > Sankt Wendel, cronometro)
- 2024 (Israel-Premier Tech, tre vittorie)

1ª tappa Tour des Alpes-Maritimes (Levens > Antibes)
3ª tappa Tour of Guangxi (Jingxi > Bama)
4ª tappa Tour of Guangxi (Bama > Jinchengjiang)
- 2025 (Israel-Premier Tech, una vittoria)

2ª tappa Volta Ciclista a Catalunya (Banyoles > Figueres)

#### Altri successi
- 2023 (Soudal Quick-Step)

Classifica a punti Giro di Germania
- 2024 (Israel-Premier Tech)

Classifica a punti Tour of Britain
Classifica a punti Tour of Guangxi

## Piazzamenti

### Grandi Giri
- Giro d'Italia

2024: non partito (10ª tappa)

### Classiche monumento
- Milano-Sanremo

2024: 90º

### Competizioni mondiali
- Campionati del mondo su pista

Aigle 2018 - Inseguimento individuale Junior: 2º
Aigle 2018 - Inseguimento a squadre Junior: 8º
Aigle 2018 - Americana Junior: ritirato
Roubaix 2021 - Inseguimento a squadre: 3º
Roubaix 2021 - Corsa a punti: 5º
Roubaix 2021 - Corsa a eliminazione: 6º
St-Quentin-en-Yv. 2022 - Inseguimento a squadre: vincitore
St-Quentin-en-Yv. 2022 - Corsa a eliminazione: 3º
Glasgow 2023 - Corsa a eliminazione: vincitore
- Campionati del mondo su strada

Yorkshire 2019 - In linea Under-23: 21º
Fiandre 2021 - Cronometro Under-23: 7º
Fiandre 2021 - In linea Under-23: 109º
Glasgow 2023 - Cronometro Elite: 5º
Glasgow 2023 - Staffetta mista: 4º
- Giochi olimpici

Tokyo 2020 - Inseguimento a squadre: 7º
Parigi 2024 - Inseguimento a squadre: 2º

### Competizioni europee
- Campionati europei su pista

Gand 2019 - Inseguimento a squadre Under-23: 5º
Gand 2019 - Scratch Under-23: 10º
Plovdiv 2020 - Corsa a punti: 5º
Plovdiv 2020 - Chilometro: 2º
Grenchen 2023 - Inseguimento a squadre: 2º
Apeldoorn 2024 - Inseguimento a squadre: vincitore
Apeldoorn 2024 - Scratch: 4º
- Campionati europei su strada

Alkmaar 2019 - Cronometro Under-23: 30º
Alkmaar 2019 - In linea Under-23: 32º
Plouay 2020 - Cronometro Under-23: 14º
Plouay 2020 - In linea Under-23: 42º
Drenthe 2023 - In linea Elite: 15º
- Giochi europei

Minsk 2019 - In linea: 28º